# 琵琶湖西縦貫道路
琵琶湖西縦貫道路（びわこにしじゅうかんどうろ）は、木之本インターチェンジ (IC) から琵琶湖北側を経て、西近江路に沿って琵琶湖西岸（湖西地域）を通り、名神高速道路京都東ICに至る高規格道路。国道161号のバイパス道路である。区間の大半を占める琵琶湖西岸部全体が湖西道路と呼ばれる場合もある。

## 概要
国道161号は1964年（昭和39年）に滋賀県の事業によって県内の一次改築が完了した。しかしながら、幅員は狭く線形が悪い上に、福井県境（嶺南）から高島町（当時）までの35.2 km（キロメートル）は積雪寒冷地帯であった。そのため、交通量の増加や車両の大型化、降雪時の交通難には対応できなくなった。そこで、1966年（昭和41年）5月に国道161号全線が建設省の直轄の管理下（指定区間）になり、同時に二次改築の計画が立案された。この二次改築計画に従い、逐次バイパスの供用や現道の拡幅がすすめられている。
1994年（平成6年）12月に国道161号を含む区間が地域高規格道路「琵琶湖西縦貫道路」の計画路線として指定を受けた。この道路の整備により、北近畿・湖西地域と京阪神圏・大津市中心部との連携が強化され、観光面などで地域活性化が期待されている。

## 各事業区間

### 塩津バイパス
塩津バイパス（しおつバイパス）は、滋賀県長浜市の延長3.5kmの国道8号（国道303号と重複）のバイパスである。一部供用済み。

### マキノ拡幅

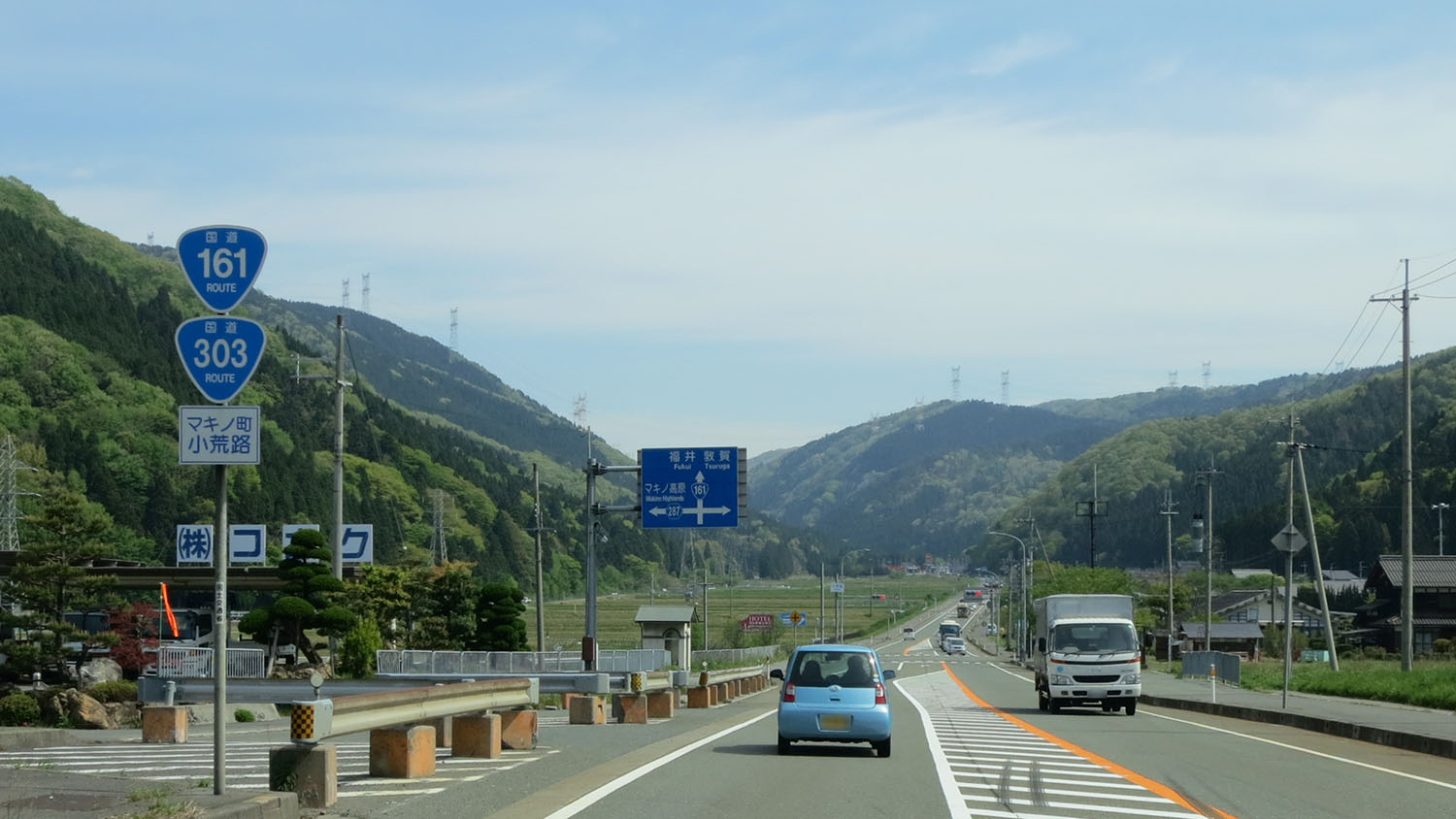
マキノ拡幅
滋賀県高島市マキノ町
国道161号と国道303号との重複

マキノ拡幅は滋賀県高島市マキノ町野口から同市マキノ町海津に至る延長4.1 kmの改築事業である。この区間は現道の道幅が狭く、冬季の除雪余裕幅が無かったため1975年に事業化された。1978年（昭和53年）11月18日にマキノ町野口地先の狭い区間のバイパス道路として「野口局改」が暫定2車線で供用開始した。1998年にはマキノ町海津地区の登坂車線の設置をもって暫定開通。なお第2工区は国道303号との分岐点より北にあり、本来の予定にある木之本IC方面に向かわない場所にある。
- 陸上距離 : 4.1 km[9]
- 事業化 : 1975年（昭和50年）[8]
- 開通年 : 1978年（昭和53年）[8]
- 規格 : 第3種第2級
- 起点 : 高島市マキノ町野口[9]
- 終点 :  高島市マキノ町海津[9]

沿革
- 1978年（昭和53年）11月18日 : マキノ拡幅のうち野口の集落を避ける「野口局部改良（野口局改）」の延長0.9 kmが完成する[8][10]。
- 2001年（平成13年）3月1日 : マキノ拡幅が全線で暫定供用する[9]。

### 湖北バイパス

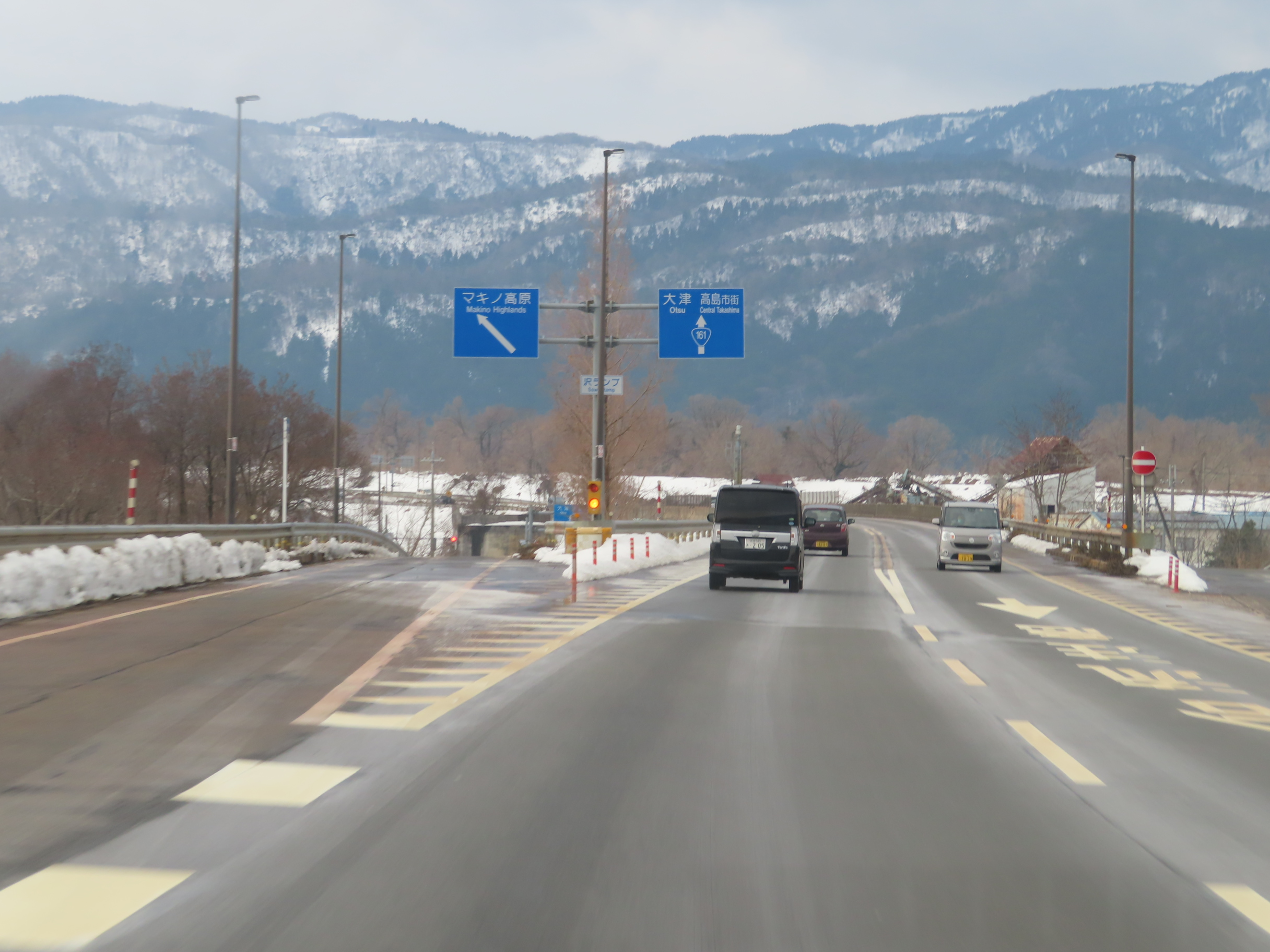
湖北バイパス
滋賀県高島市マキノ町
国道161号と国道303号との重複

湖北バイパスは、滋賀県高島市マキノ町海津から同市今津町弘川に至る延長10.8 kmの道路。人家連担部の狭隘区間における交通混雑を解消させるために建設された。全線が国道303号との重複区間である。なお、路線名に「湖北」の名が付くが、長浜市湖北町域は通過しない。
蛭口仮出入口以北は未供用となっており、現道に接続されている。なお、木之本IC方面へは同出入口から北東へ延伸する予定となっている。
- 陸上距離 : 10.8 km[11]
- 事業化 : 1973年（昭和48年）[11]
- 開通年 : 1980年（昭和55年）[11]
- 規格 : 第3種第1級[11]
- 起点 : 高島市マキノ町海津
- 終点 : 高島市今津町弘川

沿革
- 1980年（昭和55年）12月13日 : 今津町弘川（当時） - 国道303号交差点の延長0.5 kmが暫定2車線で供用開始[13]。
- 1982年（昭和57年）11月29日 : マキノ町蛭口 - 沢（いずれも当時）の延長1.9 kmが暫定2車線で供用開始[14][15]。
- 1995年（平成7年）5月22日 : 今津町日置前 - 弘川（いずれも当時）の延長1.5 kmが暫定2車線で供用開始[16][17]。
- 2001年（平成13年）12月10日 : マキノ町大沼 - 今津町日置前（いずれも当時）の延長2.6 kmが暫定2車線で供用開始[18][19][20][21]。

### 高島バイパス

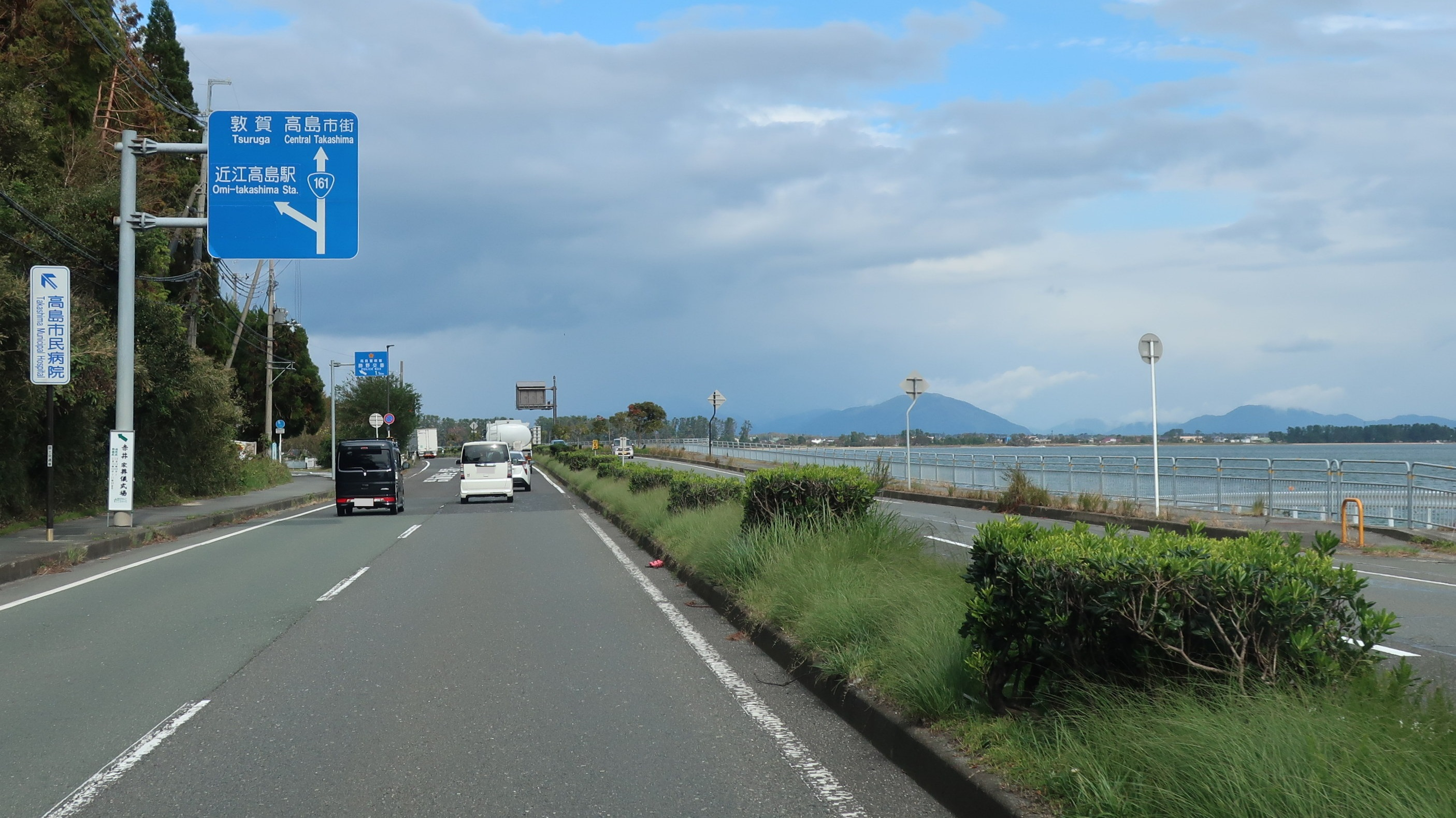
琵琶湖沿いを通過する、
高島バイパス
滋賀県高島市勝野

高島バイパス（たかしまバイパス）は、滋賀県高島市今津町弘川から同市打下に至る延長15.3 kmのバイパス道路。道の駅藤樹の里あどがわ付近の区間が側道のみの供用となっており、交通事故が多発している。
国道161号の当時の現道は特に幅員が狭く、第1期工事として1970年（昭和45年）に着手、1975年（昭和50年）に開通した。高島町勝野から打下の区間は1978年（昭和53年）から工事に着手し、1982年（昭和57年）12月27日に下り線、1983年（昭和58年）7月27日に上り線が開通。この開通により、滋賀県内の国道で初めて琵琶湖上をまたぐ延長290 mの橋梁が設置された。新旭町饗庭から安曇川町青柳の区間は用地買収は順調に進んだものの、遺跡の発掘調査が長期に及んだ。2016年（平成28年）3月27日に安曇川北ランプと接続する青柳北交差点の立体交差化工事が完了し、道の駅藤樹の里あどがわの北にある青柳交差点に新たなハーフランプが設置された。2016年（平成28年）4月1日には、同じく側道のみの青柳交差点や藤樹神社口交差点についても国道161号安曇川地区交差点立体化事業として新規事業化された。
- 陸上距離 : 15.3 km[27]
- 事業化 : 1970年（昭和45年）[28]
- 開通年 : 1974年（昭和49年）
- 規格 : 第3種第1級[28]
- 起点 :  高島市今津町弘川
- 終点 : 高島市打下

沿革
- 1975年（昭和50年）12月23日 : 今津町弘川 - 新旭町饗庭（いずれも当時）が暫定2車線で供用開始[27][22]。この開通により、幅員狭小で線形の悪い今津町内の人家連担部のネックが解消された[29][22]。
- 1983年（昭和58年）7月27日 : 大溝橋（延長293 m）が完成する[30]。
- 1983年（昭和58年）12月27日 : 高島町勝野 - 同町打下（いずれも当時）の延長2.0 kmが下り線（大津方面向き）のみ供用開始（0.8 kmが暫定2車線、1.2 kmが完成4車線）[31][22]。
- 1987年（昭和62年）11月24日 : 新旭町旭 - 安曇川町青柳（いずれも当時）の延長2.5 kmが暫定2車線で供用開始[32][33][34][35]。
- 1991年（平成3年）3月25日 : 高島町鴨 - 同町勝野（いずれも当時）の延長1.5 kmが暫定2車線で供用開始[36][37]。
- 1993年（平成5年）6月15日 : 安曇川町青柳 - 高島町鴨（いずれも当時）の延長1.4 kmが暫定2車線で供用開始し、高島バイパスが暫定供用も含めて全線開通する[38][39][40]。
- 2009年（平成21年）4月30日 : 新旭工区の高架橋が暫定2車線で供用開始[41]。

### 小松拡幅

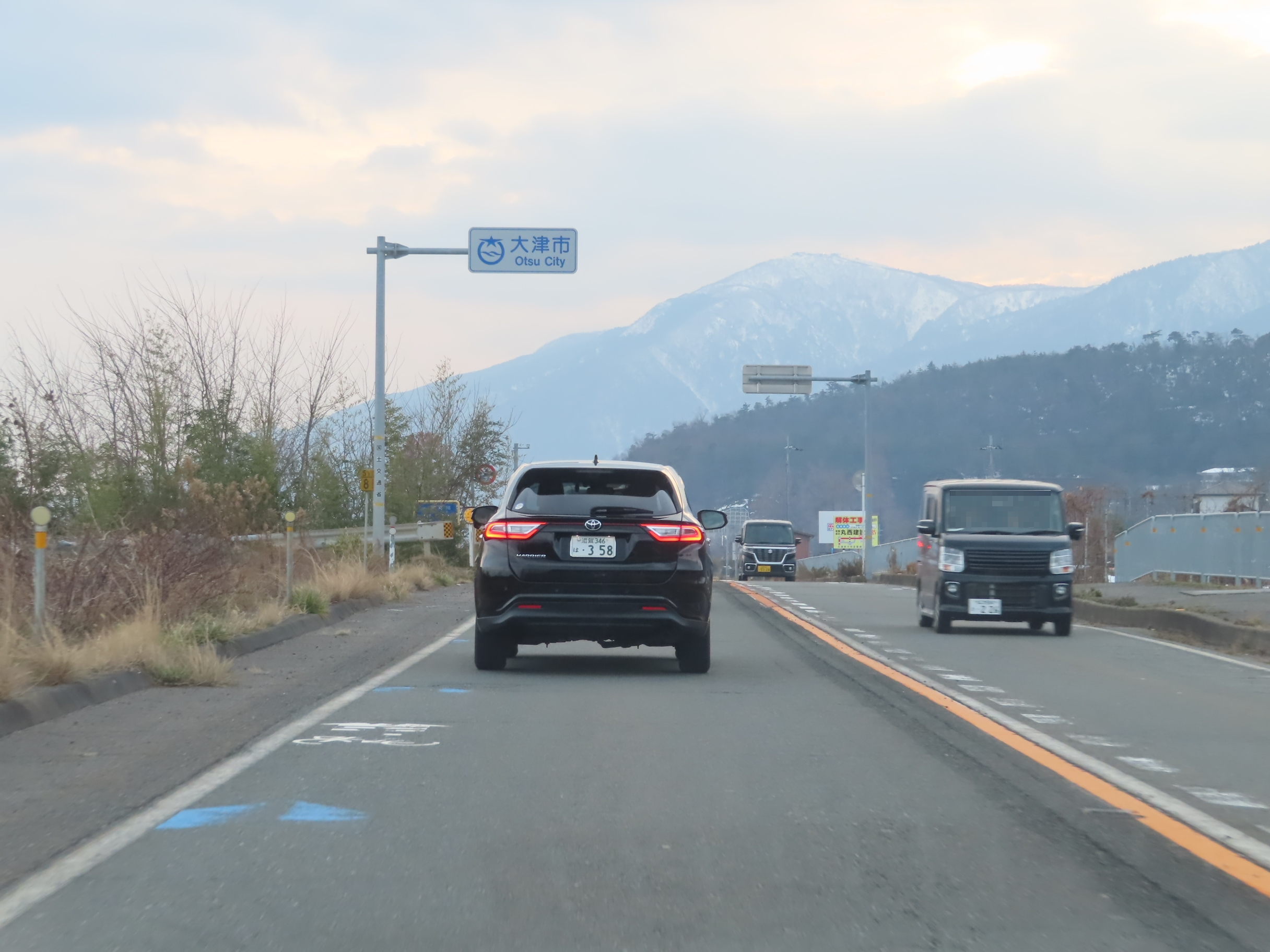
小松拡幅
高島市・大津市境

高島市打下から大津市北小松の間の現道拡幅を主体とした事業である。平面区間は1974年（昭和49年）に高島市勝野から同市鵜川までが片側2車線に拡幅され供用開始、1988年（昭和63年）に高島市と大津市の境界付近1 kmが片側1車線のまま移設され曲線が緩和されたが、高架区間は2015年時点では大津市北小松集落南方の滝川を渡る部分の基礎しか工事がされていない。小松拡幅の事業が進んでいない高島市鵜川付近の白鬚神社に隣接している区間は初めは琵琶湖側に道路を張り出す形で4車線化する計画であったが、環境や景観を保護するため山手にトンネルを通すルートが基本方針となった。
2021年（令和3年）に国土交通省が発表した広報資料によると、大津市北小松の延長2.4 kmが2025年（令和7年）秋に開通予定である。
2021年6月16日全長414mの北小松トンネルが貫通した。
- 陸上距離 : 6.6 km[42]
- 事業化 : 1970年（昭和45年）[42]
- 開通年 : 1974年（昭和49年）[42]
- 規格 : 第3種第1級[42]
- 起点 :  高島市打下
- 終点 : 大津市北小松

沿革
- 1974年（昭和49年）12月25日 : 高島町勝野 - 同町鵜川（当時、延長1.0 km）が完成4車線で供用開始される[47]。
- 1988年（昭和63年）7月26日 : 高島町鵜川 - 志賀町北小松（当時、延長1.0 km）が暫定2車線で供用開始される[48]。
- 2025年（令和7年）秋 : 北小松（延長2.4 km）が暫定2車線で供用開始される予定[45]。

### 志賀バイパス

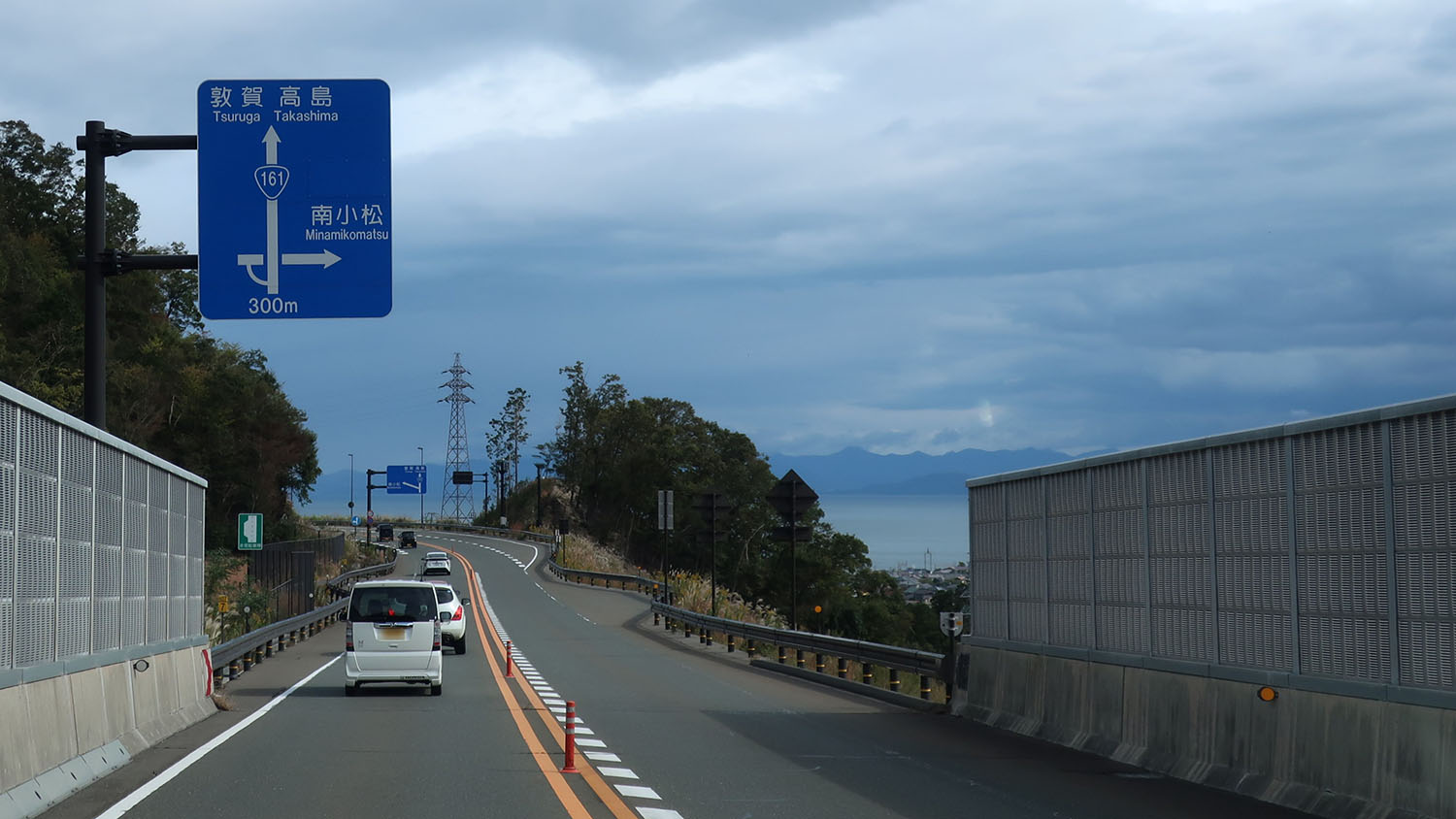
志賀バイパス
滋賀県大津市北比良

志賀バイパス（しがバイパス）は、滋賀県大津市北小松から同市荒川に至る延長6.4 kmの道路。2001年（平成13年）7月12日に志賀ICから同市北比良の滋賀県道322号比良山線 (3.0 km) までの供用を開始し、2012年（平成24年）12月8日に残っていた大津市北小松 - 北比良（比良ランプ）の区間3.4 kmも供用されて全線で供用を開始となった。志賀IC以北の区間は、最終的には4車線化する計画であるが、当面は片側1車線で暫定供用している。なお、同区間で並行する国道161号線では環境基準を大幅に上回る騒音と、琵琶湖へのレジャー客やスキー客の車などで、最大で総延長8.8 km、通過には40分かかる渋滞が多発しており、それが解消すると期待されている。なお志賀バイパスは自動車専用道路ではないが、接続先の湖西道路にあわせて、ミニカー、125 cc以下の自動二輪、原動機付き自転車、軽車両、歩行者は通行禁止になっている。側道が整備されており、歩行者・自転車・原付も通行可能。
- 陸上距離 : 6.4 km
- 開通年 : 2001年（平成13年）[54]
- 起点 : 大津市北小松字川原1099番5[55]
- 終点 :  大津市荒川

沿革
- 2001年（平成13年）7月12日 : 北小松 - 荒川（延長3.0 km）が供用開始される[54]。
- 2012年（平成24年）12月8日 : 北比良 - 北小松（延長3.4 km）の供用開始によって、志賀バイパスは全線開通する[56]。

### 湖西道路
湖西道路（こせいどうろ）は、滋賀県大津市荒川から同市下阪本に至る延長約16.7 kmの自動車専用道路。事業着手は1978年（昭和53年）で、総工費は158億円。
1986年（昭和61年）6月25日、日本道路公団が管理する一般有料道路として供用を開始したが、割高感（全線で普通車830円）から利用が低迷したこともあり、国は2005年（平成17年）3月25日、公団民営化を契機に178億円（うち滋賀県が62億円を負担）で買収し、2005年8月1日0時より通行料が無料となった。
無料開放後は、以前から慢性的な渋滞が発生している国道161号から流入する車両が急増したが、暫定2車線のため、特に休日には上下線とも仰木雄琴ICを先頭に渋滞が発生するほどになっている。また、無料開放後は全線で追い越し禁止とされたが、正面衝突事故が多発しているため2008年（平成20年）4月、仰木雄琴IC - 真野IC間の上り線に「ゆずり車線」が設置された。さらに、渋滞が多発しているため、2015年（平成27年）度に真野IC - 坂本北ICを4車線化することが決定した。同区間の暫定開通は2025年（令和7年）8月8日にされ、完全開通は同年秋を予定している。
志賀インターチェンジと蓬莱間や仰木の里付近などは側道が整備されている。
- 陸上距離 : 16.7 km
- 開通年 : 1986年（昭和61年）[60]
- 起点 : 大津市荒川
- 終点 : 大津市下阪本

沿革
- 1986年（昭和61年）6月25日 : 志賀IC - 仰木雄琴IC（延長13 km）が開通する[60]。
- 1988年（昭和63年）3月23日 : 仰木雄琴IC - 坂本北IC（延長3.7 km）が開通する[61]。
- 1996年（平成8年）4月1日 : 西大津バイパスの全線開通により、湖西道路と直接行き来できるようになる[62]。このとき、坂本3丁目付近に設置されていた暫定的なインターチェンジは閉鎖・撤去される[63]。
- 2005年（平成17年）8月1日 : 湖西道路が無料開放される[64]。
- 2007年（平成19年）1月 : 和迩ICのフルIC化工事に着手。
- 2009年（平成21年）3月30日 : 和迩ICのフルIC化工事が完了し、供用開始[65]。
- 2015年（平成27年）8月4日 : 和迩ICそばに道の駅妹子の郷が完成[66]。
- 2025年（令和7年）秋 : 真野IC - 坂本北IC（延長6.6 km）が暫定2車線から完成4車線となる予定[45]。

### 西大津バイパス

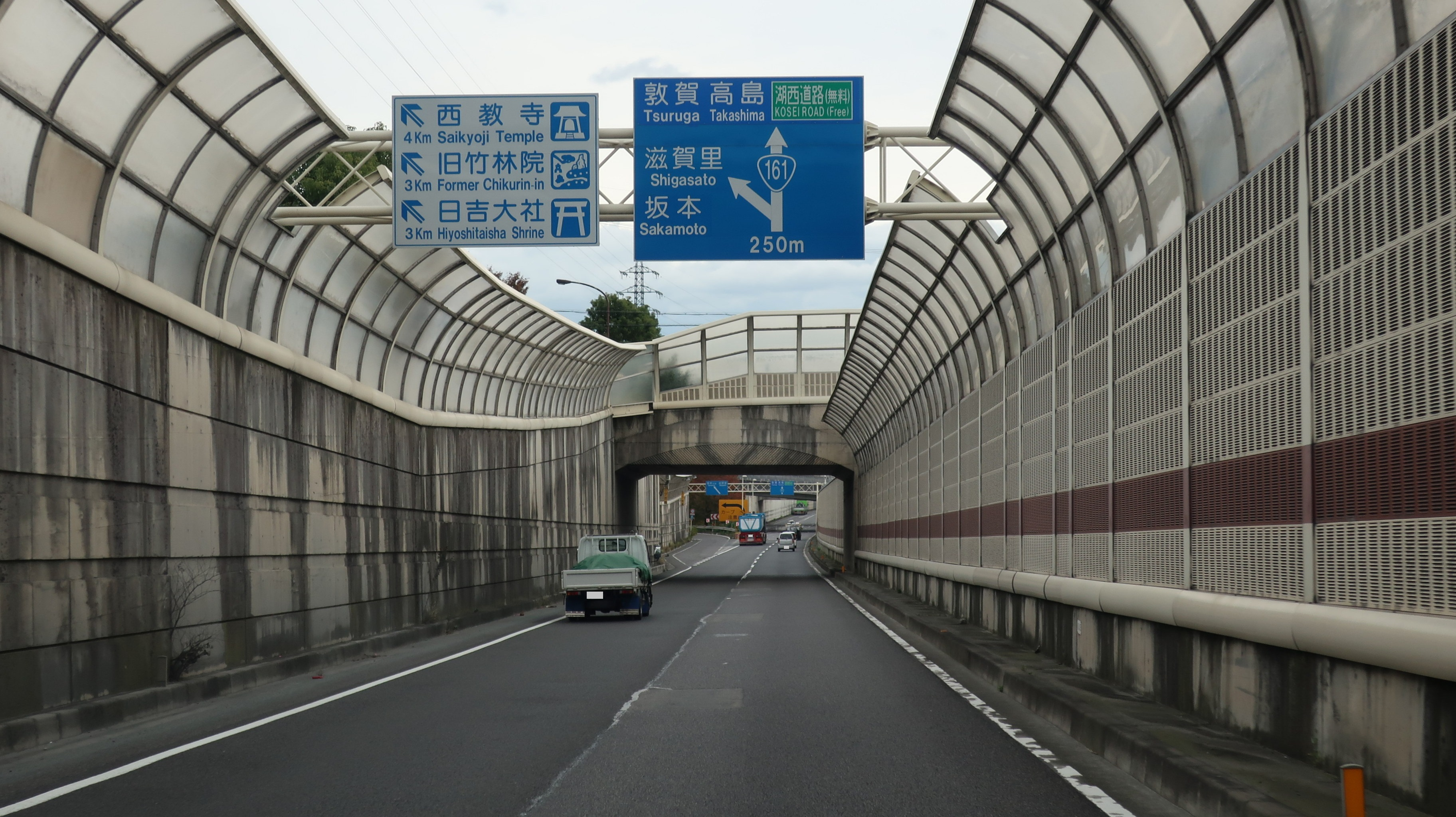
西大津バイパス
滋賀県大津市滋賀里

西大津バイパス（にしおおつバイパス）は、滋賀県大津市坂本本町から同市横木1丁目に至る延長10.1 kmの道路。大津市街中心部での国道161号や逢坂山を越える国道1号の交通混雑を解消するために事業化された。
このバイパス道路の工事に先だった発掘調査では穴太廃寺や瓦工場の遺跡である榿木原遺跡が発掘されている。このうち、穴太廃寺の発掘により、道路構造を掘割から高架へと設計が変更された。また、このバイパスの長等トンネルが三井寺（園城寺）の境内を通過するため、「宗教の尊厳」が失われるとして寺と建設省（当時）が対立し、工事の進捗が大幅に遅れた。
2011年3月29日に4車線化事業が完成し供用を開始したことから、かつて多発していた長等トンネル内などでの渋滞は解消されている。終点の藤尾南ランプは、大津市と京都市の境界に位置する。
2015年3月10日をもって、西大津バイパスの一部区間で最高速度規制が60 km/h（キロメートル毎時）から70 km/hに引き上げられた。この規制変更にともない、ほぼ全線である藤尾北ランプから下阪本ランプまで原付・小型特殊自動車・自転車・歩行者が通行止めとなった。当初からこれに加えて小型自動二輪車は下坂本ランプより先は湖西道路取り付け部として通行が禁止されていた。
- 陸上距離 : 10.1 km[67]
- 事業化 :  1967年（昭和42年）[67]
- 開通年 : 1978年（昭和53年）
- 規格 : 第3種第1級[67]
- 起点 :  大津市坂本本町 湖西道路起点
- 終点 : 大津市横木1丁目 藤尾南ランプ

沿革
- 1978年（昭和53年）2月25日 : 大津市稲葉山 - 同市横木の延長0.5 kmが供用開始される[72]。
- 1979年（昭和54年）4月17日 : 大津市藤尾奥町 - 同市追分町の延長1.3 kmが供用開始される[72]。
- 1981年（昭和56年）10月6日 : 大津市南滋賀 - 同市藤尾奥町の延長4.0 kmが供用開始され[15]、近江神宮ランプ - 藤尾南ランプ (延長: 5.6 km) の第一期工事が完了する[73]。
- 1982年（昭和57年）5月10日 : 大津市坂本本町 - 同市下阪本の延長0.9 kmの側道が供用開始される[31]。
- 1988年（昭和63年）4月 : 坂本地先の側道 (延長: 2.2 km) が供用開始される[31]。
- 1995年（平成7年）2月25日 : 大津市下阪本2丁目 - 同市南志賀1丁目 (延長: 3.0 km) が供用開始される[74]。
- 1996年（平成8年）4月1日 : 坂本高架橋が供用開始され、この開通によって西大津バイパスの全区間が供用されることとなった[62]。
- 2011年（平成23年）3月29日 : 近江神宮ランプ - 藤尾南ランプ (延長: 5.6 km) が暫定2車線から完成4車線となる[75]。
- 2015年（平成27年）3月10日 : 最高速度規制を60 km/h（キロメートル毎時）から70 km/hに引き上げ[76]。

## インターチェンジなど
- IC番号欄の背景色が■である区間は既供用区間に存在する。施設欄の背景色が■である区間は未供用区間または未供用施設に該当する。未供用区間の名称は全て仮称である。
- (数字)は、他路線の番号。<数字>は、予定番号。
- 英略字は以下の項目を示す。
IC：インターチェンジ、JCT：ジャンクション、SA：サービスエリア、PA：パーキングエリア、TB：本線料金所、BS：バスストップ
- 未供用区間のJCT/IC名は仮称。

| 事業名                                                                                          | IC 番号                                                                                         | 施設名                                                                                          | 接続路線名                                            | 起点から の距離 | 起点から の距離        | 備考                                     | 所在地 | 所在地 |
| ----------------------------------------------------------------------------------------------- | ----------------------------------------------------------------------------------------------- | ----------------------------------------------------------------------------------------------- | ----------------------------------------------------- | --------------- | ---------------------- | ---------------------------------------- | ------ | ------ |
| 湖北バイパス                                                                                    | -                                                                                               | （ランプ名未定）                                                                                | 国道161号                                             | 0.0             | 0.0                    | 計画中                                   | 滋賀県 | 高島市 |
| 湖北バイパス                                                                                    | -                                                                                               | マキノ                                                                                          |                                                       | -               | -                      | 計画中                                   | 滋賀県 | 高島市 |
| 湖北バイパス                                                                                    | -                                                                                               | 蛭口仮出入口                                                                                    | 国道161号（平面接続）                                 | 2.5             | 2.5                    |                                          | 滋賀県 | 高島市 |
| 湖北バイパス                                                                                    | -                                                                                               | 沢ランプ                                                                                        | 滋賀県道287号小荒路牧野沢線 滋賀県道335号今津マキノ線 | 4.4             | 4.4                    |                                          | 滋賀県 | 高島市 |
| 湖北バイパス                                                                                    | -                                                                                               | マキノ大沼ランプ                                                                                |                                                       | 6.2             | 6.2                    |                                          | 滋賀県 | 高島市 |
| 湖北バイパス                                                                                    | -                                                                                               | 深清水ランプ                                                                                    |                                                       | -               | -                      | 北行き出口、南行き入口                   | 滋賀県 | 高島市 |
| 湖北バイパス                                                                                    | -                                                                                               | 日置前ランプ                                                                                    | 滋賀県道534号藺生日置前線                             | 8.8             | 8.8                    |                                          | 滋賀県 | 高島市 |
| 湖北バイパス                                                                                    | -                                                                                               | 今津福岡ランプ                                                                                  |                                                       | -               | -                      | 北行き出口、南行き入口                   | 滋賀県 | 高島市 |
| 湖北バイパス                                                                                    | -                                                                                               | 弘川ランプ                                                                                      | 国道303号 滋賀県道54号海津今津線                      | 10.8            | 10.8                   | 若狭（上中・小浜）方面は、当ランプで下車 | 滋賀県 | 高島市 |
| 高島バイパス                                                                                    | -                                                                                               | 弘川ランプ                                                                                      | 国道303号 滋賀県道54号海津今津線                      | 0.0             | 10.8                   | 若狭（上中・小浜）方面は、当ランプで下車 | 滋賀県 | 高島市 |
| 高島バイパス                                                                                    | -                                                                                               | 今津南ランプ （大供ランプ）                                                                     |                                                       | -               | -                      | 北行き出口、南行き入口                   | 滋賀県 | 高島市 |
| 高島バイパス                                                                                    | -                                                                                               | 饗庭ランプ                                                                                      | 滋賀県道558号高島大津線                               | -               | -                      | 現在は平面交差。立体化計画中。           | 滋賀県 | 高島市 |
| 高島バイパス                                                                                    | -                                                                                               | 旭ランプ                                                                                        |                                                       | -               | -                      |                                          | 滋賀県 | 高島市 |
| 高島バイパス                                                                                    | -                                                                                               | 新旭ランプ                                                                                      |                                                       | -               | -                      |                                          | 滋賀県 | 高島市 |
| 高島バイパス                                                                                    | -                                                                                               | 新旭南ランプ                                                                                    | 滋賀県道303号北船木北畑線                             | -               | -                      | 北行き出口、南行き入口                   | 滋賀県 | 高島市 |
| 高島バイパス                                                                                    | -                                                                                               | 安曇川北ランプ                                                                                  | 滋賀県道305号南船木西万木線                           | -               | -                      | 北行き入口、南行き出口                   | 滋賀県 | 高島市 |
| 高島バイパス                                                                                    | -                                                                                               | （ランプ名不詳）                                                                                |                                                       | -               | -                      | 北行き入口、南行き出口                   | 滋賀県 | 高島市 |
| 高島バイパス                                                                                    | この区間は側道のみ供用済み（道の駅藤樹の里あどがわあり）。                                      |                                                                                                 |                                                       |                 |                        |                                          | 滋賀県 | 高島市 |
| 高島バイパス                                                                                    | -                                                                                               | （安曇川南ランプ）                                                                              |                                                       | -               | -                      | 北行き出口、南行き入口                   | 滋賀県 | 高島市 |
| 高島バイパス                                                                                    | -                                                                                               | 鴨ランプ                                                                                        | 滋賀県道23号小浜朽木高島線                            | -               | -                      |                                          | 滋賀県 | 高島市 |
| 高島バイパス                                                                                    | -                                                                                               | 勝野北ランプ                                                                                    | 滋賀県道296号畑勝野線 滋賀県道304号北船木勝野線       | -               | -                      | 北行き入口、南行き出口                   | 滋賀県 | 高島市 |
| 高島バイパス                                                                                    | -                                                                                               | 勝野南ランプ                                                                                    | 滋賀県道296号畑勝野線 滋賀県道304号北船木勝野線       | 15.3            | 26.1                   | 北行き出口、南行き入口                   | 滋賀県 | 高島市 |
| 小松拡幅                                                                                        | -                                                                                               | 勝野南ランプ                                                                                    | 滋賀県道296号畑勝野線 滋賀県道304号北船木勝野線       | 0.0             | 26.1                   | 北行き出口、南行き入口                   | 滋賀県 | 高島市 |
| 小松拡幅                                                                                        | -                                                                                               | （ランプ名未定）                                                                                |                                                       | -               | -                      | 南行き入口、計画中                       | 滋賀県 | ?      |
| 小松拡幅                                                                                        | -                                                                                               | （ランプ名未定）                                                                                |                                                       | -               | -                      | 北行き出口、南行き入口、計画中           | 滋賀県 | ?      |
| 小松拡幅                                                                                        | -                                                                                               | 北小松南交差点                                                                                  | 国道161号 滋賀県道558号高島大津線                     | 6.5             | 32.6                   |                                          | 滋賀県 | 大津市 |
| 志賀バイパス                                                                                    | -                                                                                               | 北小松南交差点                                                                                  | 国道161号 滋賀県道558号高島大津線                     | 0.0             | 32.6                   |                                          | 滋賀県 | 大津市 |
| 志賀バイパス                                                                                    | -                                                                                               | 小松ランプ                                                                                      |                                                       | -               | -                      | 北行き出口、南行き入口                   | 滋賀県 | 大津市 |
| 志賀バイパス                                                                                    | -                                                                                               | 近江舞子ランプ                                                                                  |                                                       | -               | -                      |                                          | 滋賀県 | 大津市 |
| 志賀バイパス                                                                                    | -                                                                                               | 比良ランプ                                                                                      | 滋賀県道322号比良山線                                 | 3.4             | 36.0                   |                                          | 滋賀県 | 大津市 |
| 志賀バイパス                                                                                    | -                                                                                               | 志賀IC                                                                                          | 滋賀県道345号志賀インター線                           | 6.4             | 39.0                   |                                          | 滋賀県 | 大津市 |
| 湖西道路                                                                                        | -                                                                                               | 志賀IC                                                                                          | 滋賀県道345号志賀インター線                           | 0.0             | 39.0                   |                                          | 滋賀県 | 大津市 |
| 湖西道路                                                                                        | -                                                                                               | 和迩IC                                                                                          | 滋賀県道311号途中志賀線                               | -               | -                      | 道の駅妹子の郷隣接                       | 滋賀県 | 大津市 |
| 湖西道路                                                                                        | -                                                                                               | 真野IC                                                                                          | 国道477号（レインボーロード）                         | -               | -                      |                                          | 滋賀県 | 大津市 |
| 湖西道路                                                                                        | -                                                                                               | 仰木雄琴IC                                                                                      | 滋賀県道315号仰木雄琴線                               | -               | -                      |                                          | 滋賀県 | 大津市 |
| 湖西道路                                                                                        | -                                                                                               | 坂本北IC                                                                                        |                                                       | 15.8            | 54.8                   | 北行き入口、南行き出口                   | 滋賀県 | 大津市 |
| ※                                                                                               | -                                                                                               | 坂本北IC                                                                                        |                                                       | 15.8            | 54.8                   | 北行き入口、南行き出口                   | 滋賀県 | 大津市 |
| 高架道路（湖西道路・西大津バイパス）の境界（側道0.9km） ※側道（西大津バイパス）の起点は坂本北IC | 高架道路（湖西道路・西大津バイパス）の境界（側道0.9km） ※側道（西大津バイパス）の起点は坂本北IC | 高架道路（湖西道路・西大津バイパス）の境界（側道0.9km） ※側道（西大津バイパス）の起点は坂本北IC | 16.7                                                  | 55.7            |                        |                                          | 滋賀県 | 大津市 |
| 高架道路（湖西道路・西大津バイパス）の境界（側道0.9km） ※側道（西大津バイパス）の起点は坂本北IC | 高架道路（湖西道路・西大津バイパス）の境界（側道0.9km） ※側道（西大津バイパス）の起点は坂本北IC | 高架道路（湖西道路・西大津バイパス）の境界（側道0.9km） ※側道（西大津バイパス）の起点は坂本北IC | 0.0                                                   | 55.7            |                        |                                          | 滋賀県 | 大津市 |
| -                                                                                               | 下阪本ランプ                                                                                    |                                                                                                 | 1.5                                                   | 57.2            | 北行き出口、南行き入口 |                                          | 滋賀県 | 大津市 |
| -                                                                                               | 下阪本ランプ                                                                                    | 西大津バイパス                                                                                  | 1.5                                                   | 57.2            | 北行き出口、南行き入口 |                                          | 滋賀県 | 大津市 |
| -                                                                                               | 滋賀里ランプ                                                                                    | 滋賀県道47号伊香立浜大津線                                                                      | -                                                     | -               |                        |                                          | 滋賀県 | 大津市 |
| -                                                                                               | 近江神宮ランプ                                                                                  | 滋賀県道30号下鴨大津線（山中越）                                                                | -                                                     | -               |                        |                                          | 滋賀県 | 大津市 |
| -                                                                                               | 南志賀ランプ                                                                                    | 滋賀県道30号下鴨大津線（山中越）                                                                | 4.5                                                   | 60.2            | 南行き入口のみ         |                                          | 滋賀県 | 大津市 |
| -                                                                                               | 皇子山ランプ                                                                                    |                                                                                                 | -                                                     | -               |                        |                                          | 滋賀県 | 大津市 |
| -                                                                                               | 藤尾奥町ランプ                                                                                  |                                                                                                 | 8.3                                                   | 64.0            |                        |                                          | 滋賀県 | 大津市 |
| -                                                                                               | 藤尾北ランプ                                                                                    |                                                                                                 | 9.6                                                   | 65.3            |                        |                                          | 滋賀県 | 大津市 |
| -                                                                                               | 藤尾南ランプ                                                                                    | 国道1号（国道8号重複） E1 名神高速道路 京都東IC 京都府道143号四ノ宮四ツ塚線（三条通）           | 10.1                                                  | 65.8            |                        |                                          | 滋賀県 | 大津市 |